# Мазна, мръсна и продажна
„Мазна, мръсна и продажна“ (на руски: Жирная, грязная и продажная) е един от недовършените романи от съветския писател Валентин Пикул.
Идеята на романа е била да проучи уникалното явление в икономиката, културата и политиката – нефтът. Оттук идва и необичайното заглавие на романа:
- „мазна“ – нефтът има много характерен черен „мазен“ блясък;
- „мръсна“ – нефтът може да оцвети всичко: кожа, тъкани, почва, вода;
- „продажна“ – нефтът е една от най-важните стоки в световната търговия.

Героите на този грандиозен по замисъла си роман (освен нефт) е трябвало да са Алфред Нобел и Рудолф Дизел, Джон Рокфелер и барон Ротшилд, Уинстън Чърчил и Дуайт Айзенхауер, Мохамед Мосадег и Саддам Хюсеин.
Според Антонина Пикул, вдовицата на писателя, предварителното събиране на материали за романа, Валентин Пикул е започнал през 1963 г., но първите глави са написани чак през 1988 г. В същото време Пикул работи по друго от своите произведения – „Барбароса“, и „разкъсан“ между двата романа, писателят не е имал време да осъществи плана си. Няколкото глави, които Пикул успява да напише, са публикувани след смъртта му.

## Сюжет
Внимание:  Текстът по-долу разкрива сюжета на произведението (или части от него)!
В началото на романа Пикул описва появата на петролния бизнес в света. В САЩ се появява нефтената империя на Джон Рокфелер. Купувайки конкурентните фирми, използвайки подкупи и изнудване на държавни служители, „Standard Oil“ в зенита на своето могъщество започва да контролира 95% от производството на петрол в САЩ. В Руската империя, сцена на битки между петролните магнати са нефтодобивните полета в района на Баку. На първо място, както в дните на „златната треска“, „черното злато“ се добива от всички по малко. Но скоро този печеливш бизнес става дело на големите „бизнес акули“, включително и чуждестранните. Това са семейство Нобел, начело с Алфред Нобел, и местните производители на петрол – Зейналабдин Тагиев и Манташев. Всички тези хора ги обединява само едно нещо – да произвеждат колкото се може повече нефт, да контролират колкото е възможно повече пазари за петрол, да унищожат колкото се може повече конкуренти, да спечелят колкото е възможно повече пари ...